# Мюленберге
Мю́ленберге (нем. Mühlenberge) — община в Германии, в земле Бранденбург.
Входит в состав района Хафельланд. Подчиняется управлению Фризак. Население составляет 755 человек (на 31 декабря 2010 года). Занимает площадь 39,48 км².
Коммуна подразделяется на 3 сельских округа.
| Год  | Население |
| ---- | --------- |
| 2005 | 812       |
| 2010 | 759       |

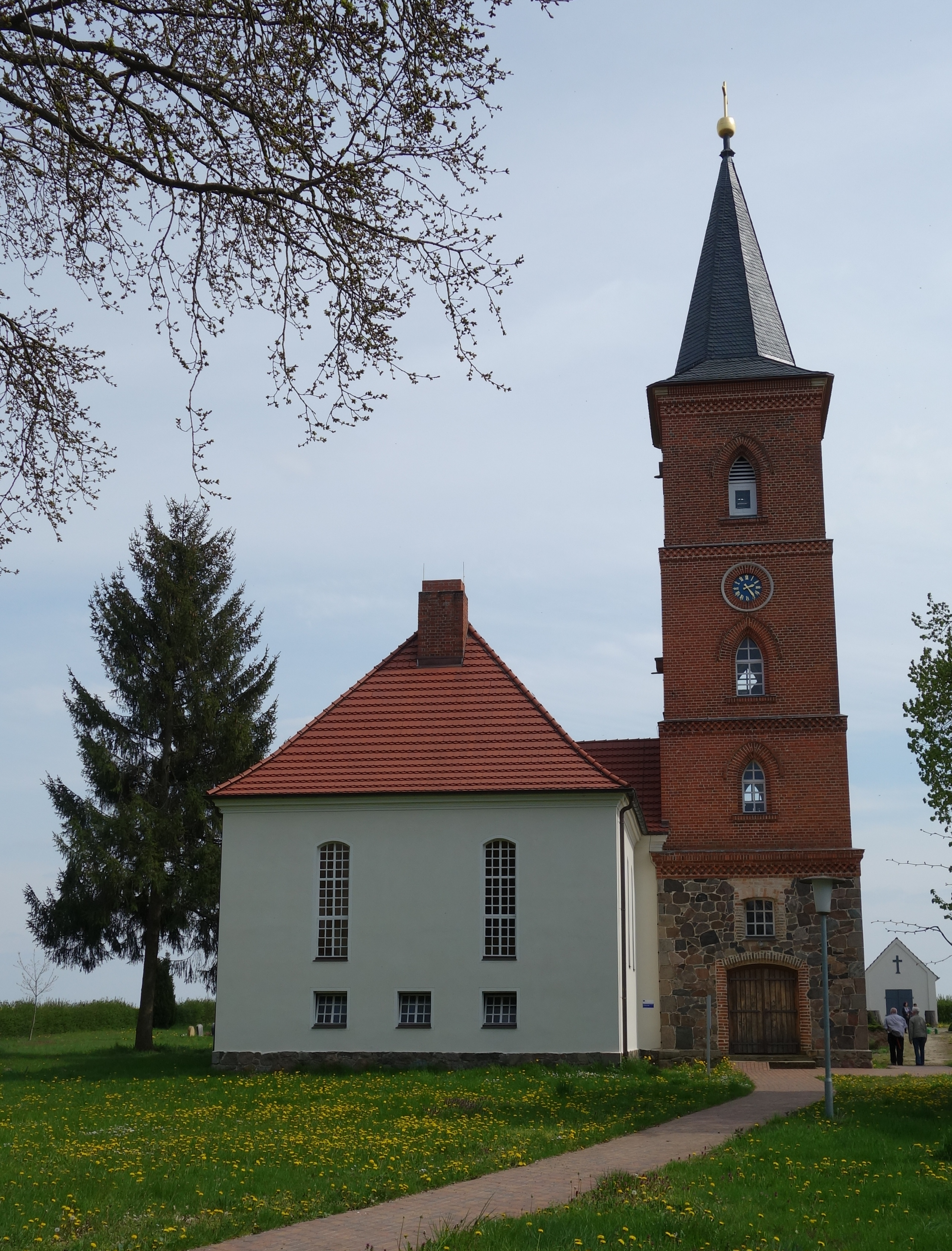
Kirche in Haage
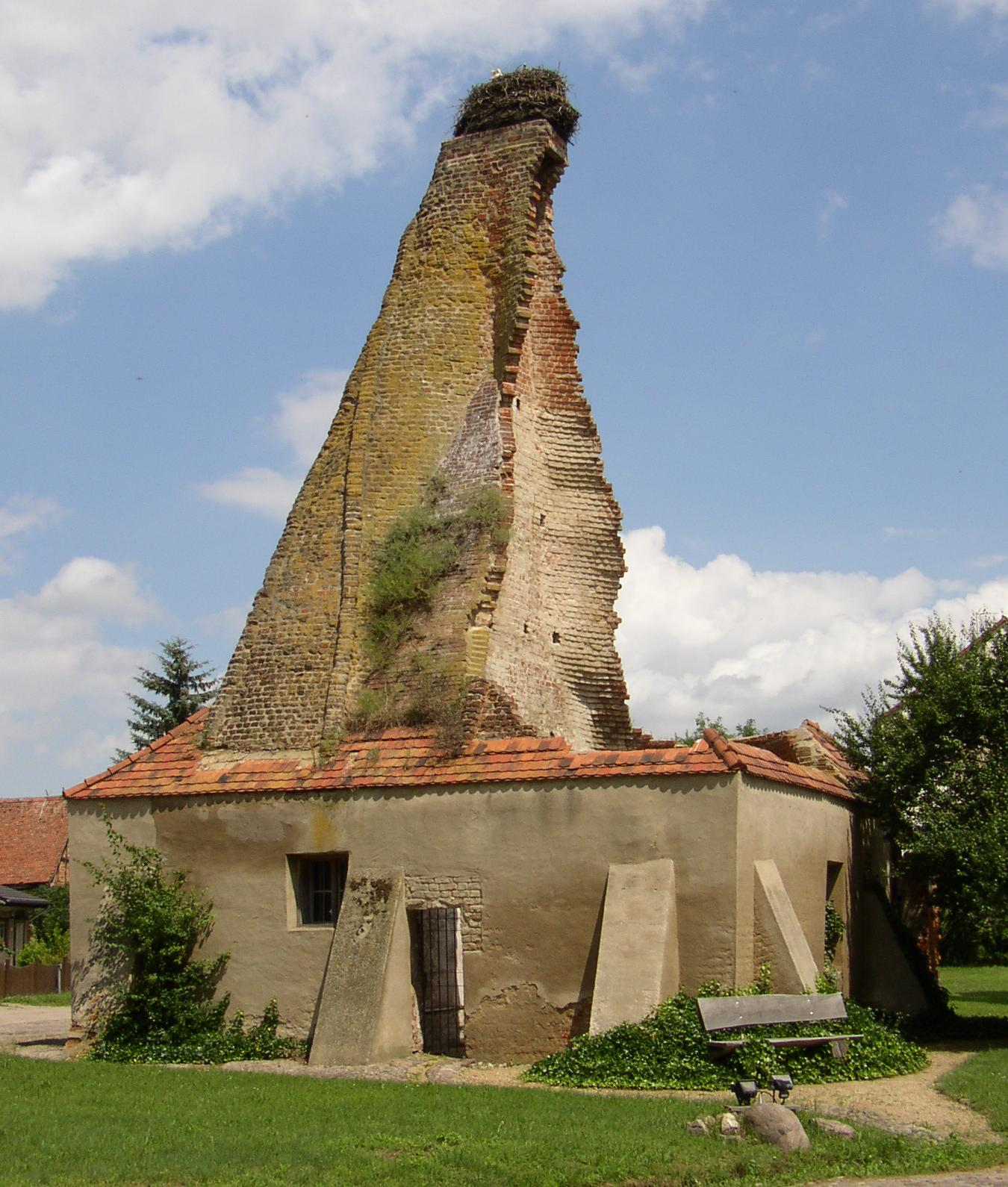
Schwedenturm in Wagenitz
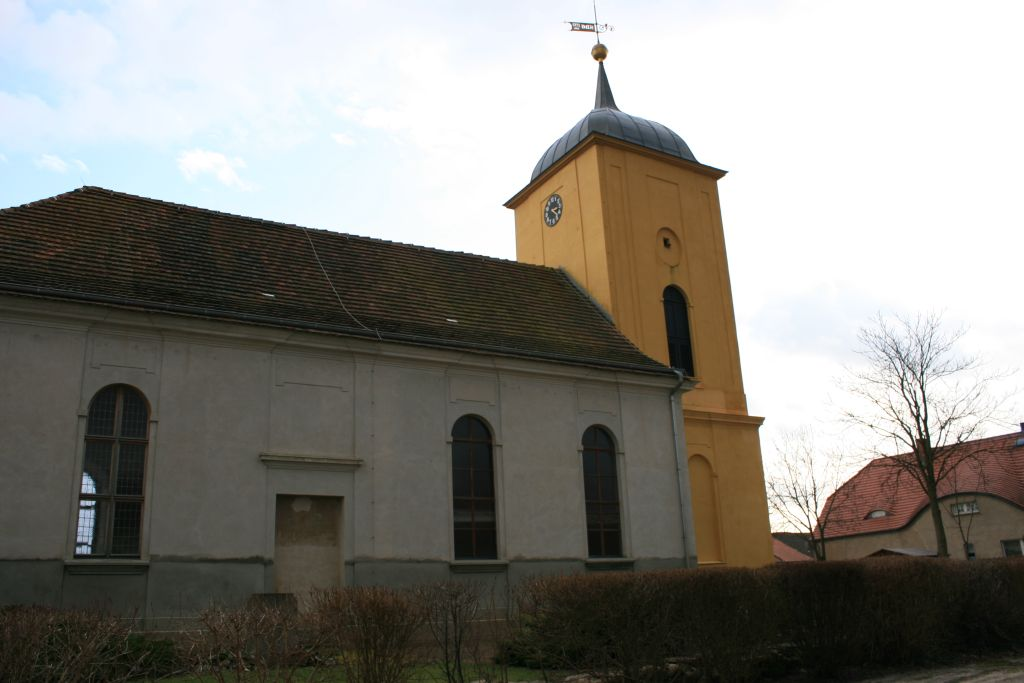
Kirche in Wagenitz
Kirche in Senzke